# Artrosis
Artrosis – polski zespół muzyczny powstały w marcu 1995 roku w Zielonej Górze. Początkowo zespół grał gothic metal, lecz wraz z rozwojem grupy wyraźnie odznaczyły się wpływy muzyki elektronicznej i industrialu.

## Muzycy
Obecny skład zespołu
- Magdalena „Medeah” Stupkiewicz – śpiew, instrumenty klawiszowe (od 1995)
- Maciej Niedzielski – instrumenty klawiszowe, programowanie (1995–2005, od 2011)
- Grzegorz „Gregor” Piotrowski – gitara (od 2011)
- Damian „Francuz” Krawczyk – perkusja (od 2015)

Byli członkowie zespołu
- Janusz Jastrzębowski – perkusja (2011–2015)
- Krzysztof „Chris” Białas – gitara (1995–1999)
- Rafał „Grunthell” Grunt – gitara (1999–2002)
- Mariusz „Mario” Kuszewski – gitara (2003–2004)
- Krystian „MacKozer” Kozerawski – gitara (2002–2010)
- Artur Tabor – gitara (2011)
- Marcin Pendowski – gitara basowa (1998–2001)
- Remigiusz „Remo” Mielczarek – gitara basowa (2002–2010)
- Piotr „Gruby” Milczarek – gitara basowa (2011)
- Łukasz „Migdał” Migdalski – instrumenty klawiszowe (2005–2010)
- Konrad „Lombardo” Biczak – perkusja (2005–2006)
- Paweł „Świcol" Świca – perkusja (2006–2010)

## Historia

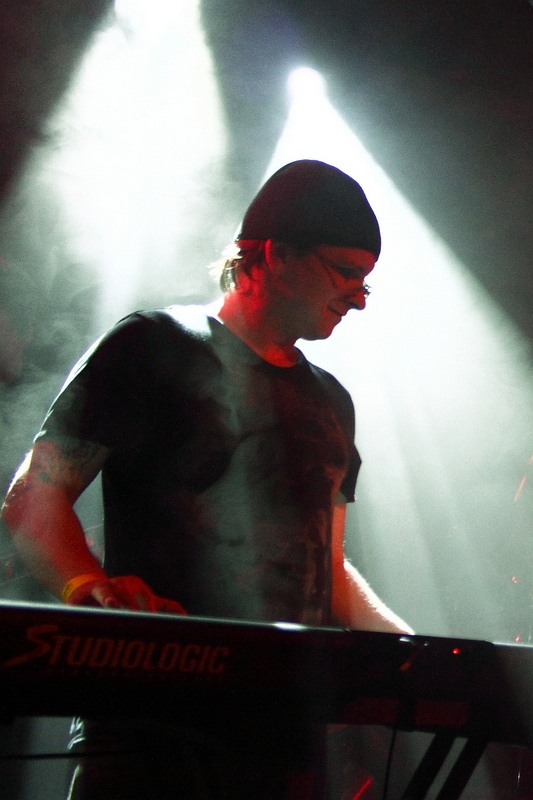
Maciej Niedzielski podczas koncertu w katowickim Mega Clubie 6 maja 2011 roku

Początkowo muzyka, mimo iż z instrumentami klawiszowymi i elektroniczną perkusją, opierała się w dużej mierze na ciężkim, gitarowym brzmieniu. Zespół na ogólnopolskiej scenie zadebiutował w 1996 roku, na trzeciej edycji festiwalu Castle Party. Muzyka coraz bardziej ewoluowała w stronę metalu gotyckiego, jednocześnie zespół rezygnował z ciężkich riffów na rzecz delikatnych dźwięków instrumentów klawiszowych.
W rok po debiucie scenicznym światło dzienne ujrzała pierwsza długogrająca płyta Artrosis – Ukryty wymiar. Płyta ta zebrała wiele pochlebnych recenzji. W 1998 roku nakładem Morbid Noizz Production ukazał się anglojęzyczny minialbum Hidden Dimension. Rok później anglojęzyczna wersja Ukrytego wymiaru (Hidden Dimension) ukazała się poza granicami Polski za sprawą wytwórni Hall of Sermon, której właścicielem jest Tilo Wolff z zespołu Lacrimosa.
W 1998 roku Artrosis powrócił z kolejnym albumem zatytułowanym W imię nocy. Brzmienie cięższe niż na debiutanckiej płycie, a mimo to bardzo delikatne i spokojne. Zespół ukazał się odmieniony i udowodnił, że nie zamierza spocząć na laurach, ich muzyka ciągle ewoluowała.
W 1999 roku zespół zadebiutował na kolejnym wielkim festiwalu – Metalmanii. Następnym krokiem w drodze do kariery było podpisanie kontraktu z wytwórnią Metal Mind oraz nowa płyta – Pośród kwiatów i cieni. Wydawnictwo to muzycznie zbliżone do debiutu zespołu, jednak ze względu na niewielkie zmiany personalne w składzie ukazuje kolejne, inne oblicze zespołu. Również i ta płyta została wydana w wersji anglojęzycznej (In the Flowers Shade). To wydawnictwo pozwala ostatecznie przypisać twórczość Artrosis do nurtu rocka gotyckiego. Również w 1999 roku Maciej Niedzielski założył grupę Umbra.
Rok 2000 obfitował dla zespołu w koncerty: trasa z brytyjską Anathemą, ponowny występ na  Metalmanii, oraz na Castle Party w Bolkowie i  występ wraz z Theatre of Tragedy. Poza tym nagrano koncert w studiu Programu Trzeciego Polskiego Radia oraz wydano kasetę wideo Live in Kraków.
Rok 2001 był bardzo owocny dla zespołu, w przeciągu pół roku na sklepowych półkach pojawiło się aż sześć wydawnictw. Na pierwszy ogień poszedł album nagrany podczas koncertu w radiowym studiu Koncert w Trójce. Pojawiają się na nim znane już utwory lecz w specjalnych wersjach lub „unplugged”. Znajdują się tam również utwory niegrane do tej pory przed publicznością. W lutym na rynku pojawiły się reedycje dwóch pierwszych albumów. Wszystkie utwory zostały nagrane na nowo, co zaowocowało nieporównywalnie lepszą jakością. Na płytach znajdują się również utwory bonusowe zagrane z udziałem perkusisty – Zbigniewa Promińskiego znanego z występów w formacji Behemoth.

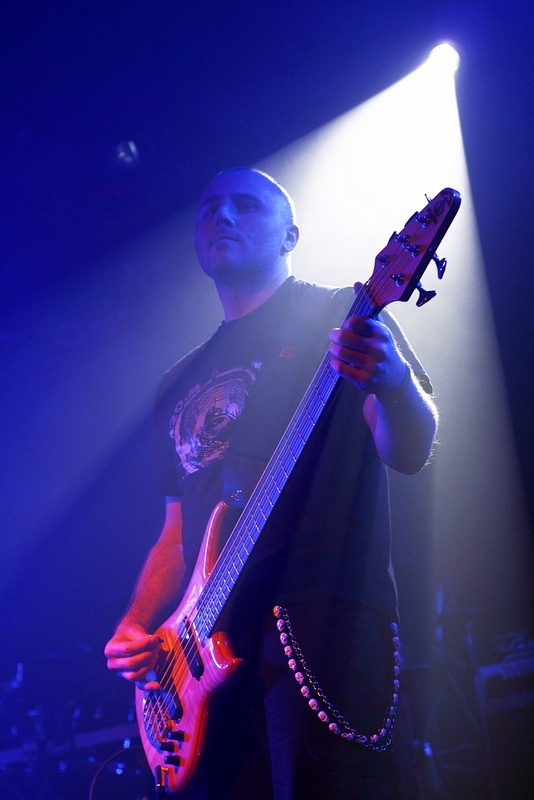
Piotr Milczarek podczas koncertu w katowickim Mega Clubie 6 maja 2011 roku

Kolejna płyta z roku 2001 to już całkiem nowa muzyka. Czwarty album zespołu zatytułowany Fetish oddala się muzycznie od dotychczasowego brzmienia. Pojawiają się liczne loopy, przestery, szumy. Płyta ta jest przesiąknięta elektroniką, lecz gitary nie tracą swojego znaczenia. Również śpiew uległ zmianie, nie zawsze jest już tak delikatny jak na poprzednich albumach, czego przykładem może być utwór „Zniewolona myśl”. Artrosis nagrał również pierwszy w swojej karierze cover – „Mur” z repertuaru Pornografii. Wydawnictwo uzyskało nominację do nagrody polskiego przemysłu fonograficznego Fryderyka w kategorii Album Roku – Heavy Metal.
Piąta płyta długogrająca zatytułowana jest Melange i jest muzyczną kontynuacją poprzedniej – dużo elektroniki, niewiele tradycyjnego instrumentarium rockowo-metalowego. Zespół coraz bardziej oddalał się od tego do czego przyzwyczaił publiczność w pierwszych latach swojej kariery. Zespół pojawia się co roku na gotyckich festiwalach. Co roku również bierze udział w wielu trasach koncertowych, grając w całej Polsce. Wkrótce potem skład opuścił Marcin Pendowski, w którego miejsce został przyjęty Remigiusz „Remo” Mielczarek. Następnie Rafała Grunta zastąpił Krystian „MacKozer” Kozerawski, wówczas także członek zespołu Sacriversum. W 2005 roku zespół opuścił Maciej Niedzielski – jeden z liderów. Funkcję nowego klawiszowca objął Łukasz „Migdał” Migdalski związany poprzednio z zespołem Aion. Skład został poszerzony także o perkusistę – Konrada Biczaka.
Jednak Artrosis nie zaniechał grania i 9 października 2006 (początkowo planowana na 2 października) ukazała się płyta Con Trust z nowym składem i żywą perkusją. Przyniosła ona 10 nowych utworów. Do płyty nakręcono dwa teledyski – do utworów „Tym dla mnie jest” i „W półśnie”. Po nagraniach skład opuścił Biczak, którego zastąpił Paweł „Świcol" Świca - w latach 2001–2006 perkusista zespołu Lombard.
Pod koniec 2010 roku w wyniku rozbieżności na tle artystycznym z zespołu odeszli: gitarzysta Krystian Kozerawski, klawiszowiec Łukasz Migdalski, basista Remigiusz Mielczarek oraz perkusista Paweł Świca. Tego samego roku muzycy powołali zespół pod nazwą Electric Chair. Jednakże wokalistka Artrosis Magdalena Stupkiewicz zaprzeczyła temu twierdząc, iż była to autopromocyjna insynuacja, a instrumentaliści wiedzieli wcześniej  o braku możliwości dalszej współpracy. W 2011 roku do zespołu Artrosis powrócił klawiszowiec Maciej Niedzielski oraz gitarzysta Rafał „Grunthell” Grunt. Z kolei stanowisko basisty objął Piotr „Gruby” Milczarek. Skład został poszerzony także o drugiego gitarzystę którym został Artur Tabor.
Początkowo anonsowany udział w nagraniach siódmego albumu gitarzysty Rafa Grunta, ostatecznie nie doszedł do skutku. Skład opuścił także Milczarek. 7 listopada 2011 roku ukazał się album Artrosis zatytułowany Imago. Po nagraniach z zespołu odszedł Tabor, którego zastąpił Grzegorz „Gregor” Piotrowski. W międzyczasie skład uzupełnił także perkusista Janusz Jastrzębowski, były członek Closterkeller.

## Dyskografia

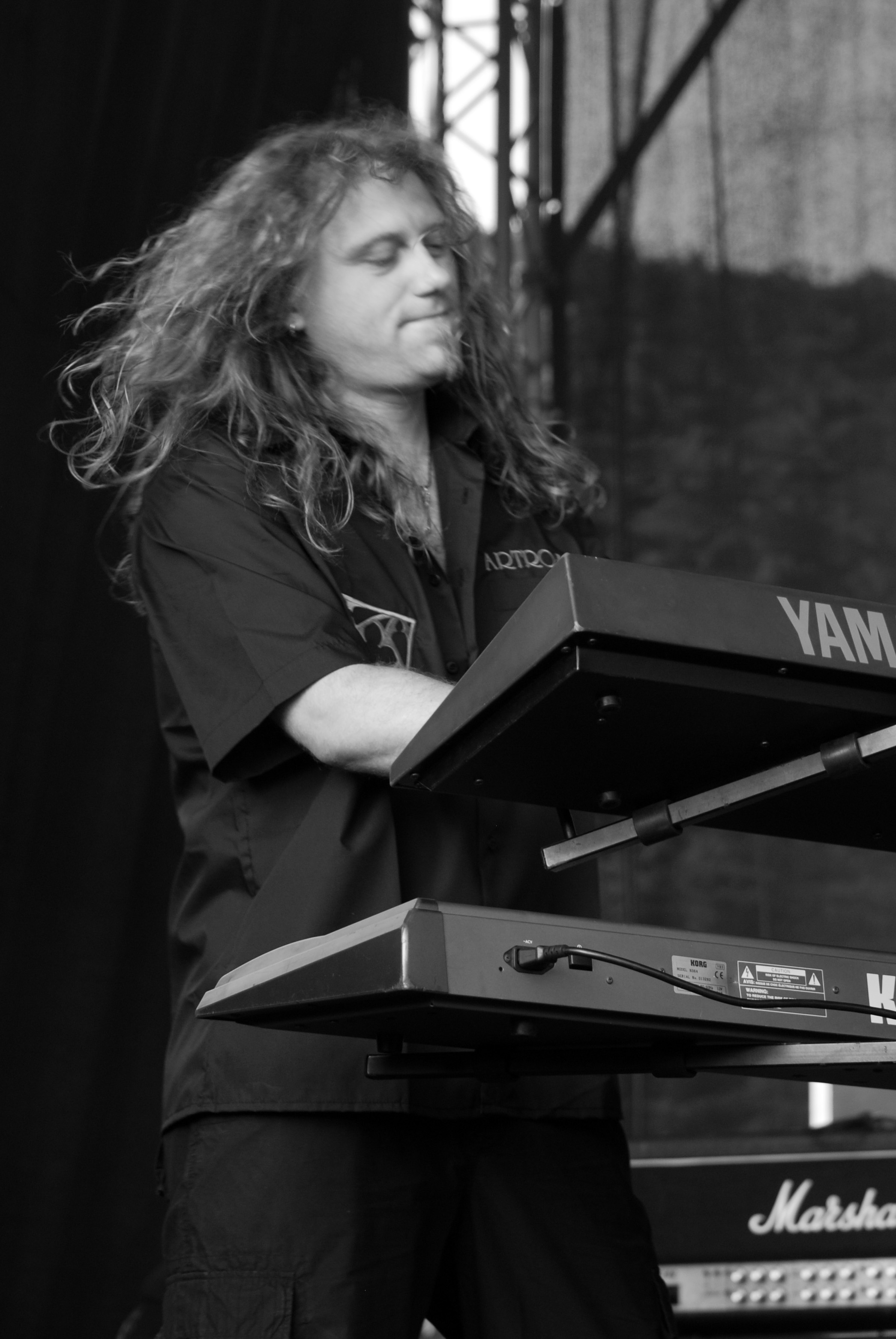
Łukasz „Migdał” Migdalski podczas koncertu na festiwalu Castle Party 26 lipca 2009 roku

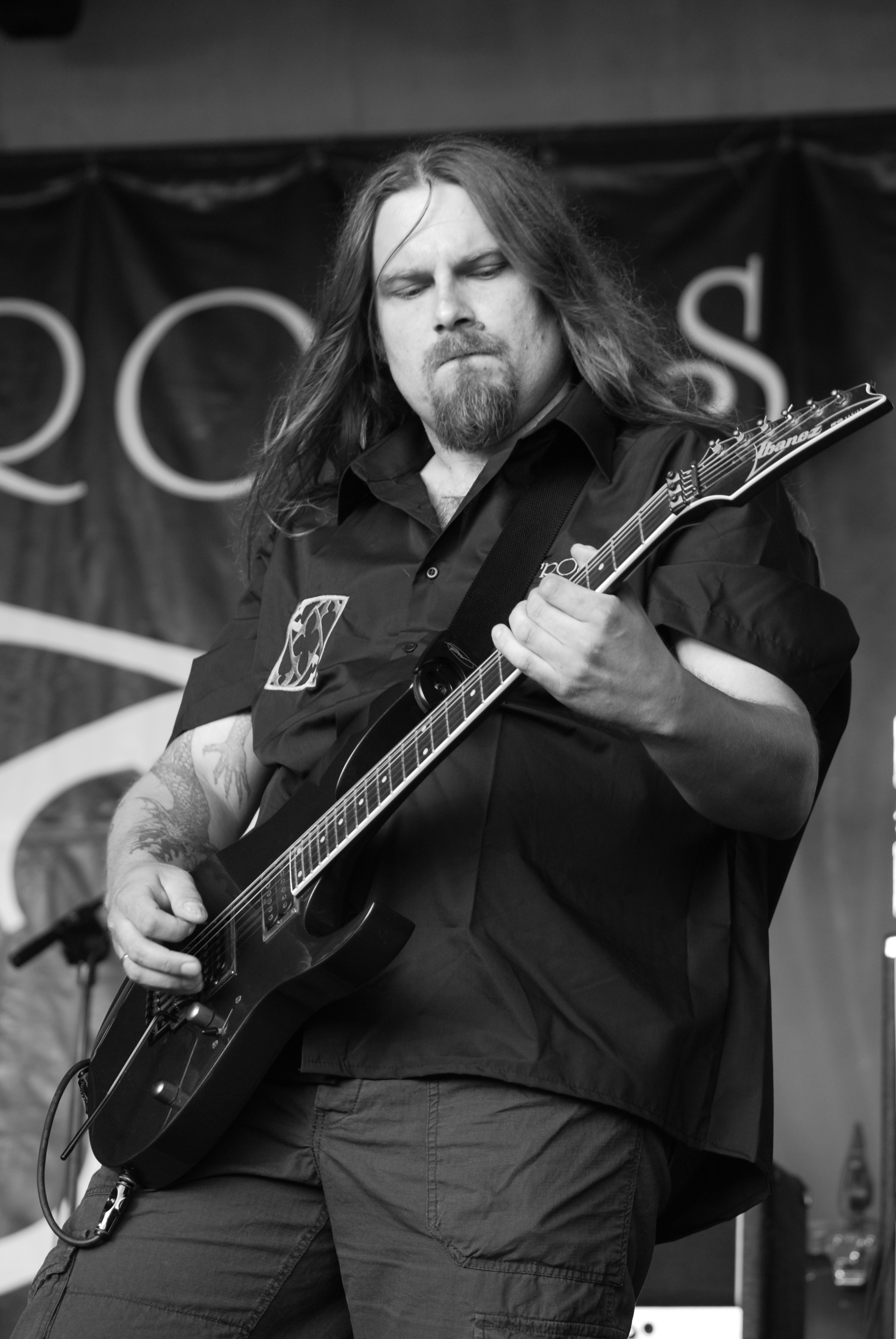
Krystian „MacKozer” Kozerawski podczas koncertu na festiwalu Castle Party 26 lipca 2009 roku

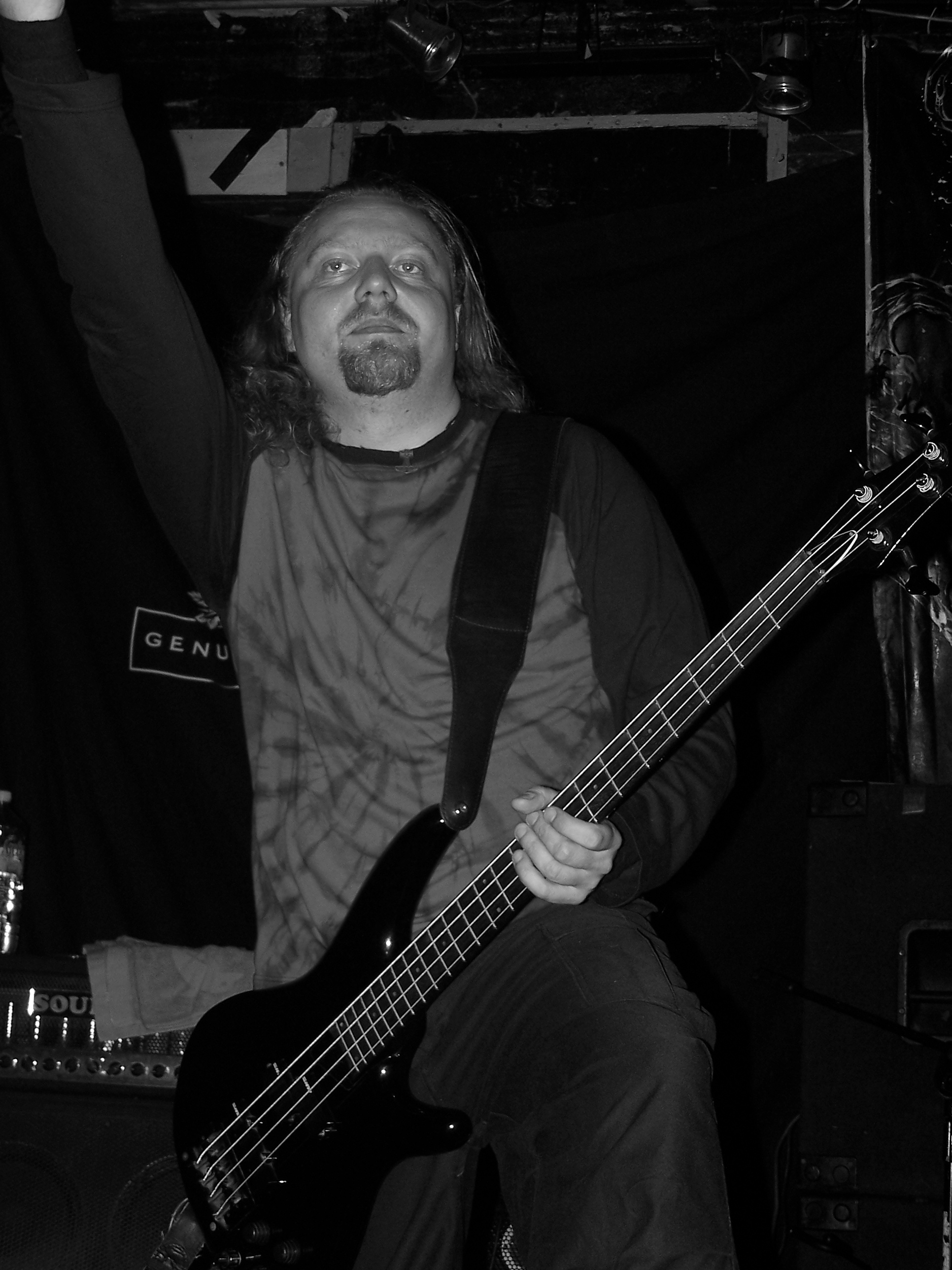
Remigiusz „Remo” Mielczarek podczas koncertu 9 listopada 2006 roku

| 1997                           | Ukryty wymiar - Data: 1997 - Wydawca: Morbid Noizz Productions                     | —  |
| 1998                           | W imię nocy - Data: 1998 - Wydawca: Morbid Noizz Productions                       | —  |
| 1999                           | Pośród kwiatów i cieni - Data: 17 listopada 1999 - Wydawca: Metal Mind Productions | —  |
| 1999                           | Hidden Dimension - Data: 25 stycznia 1999 - Wydawca: Hall of Sermon                | —  |
| 2000                           | In the Flowers' Shade - Data: 2000 - Wydawca: Metal Mind Productions               | —  |
| 2001                           | In Nomine Noctis - Data: 27 marca 2001 - Wydawca: Metal Mind Productions           | —  |
| 2001                           | Fetish - Data: 24 kwietnia 2001 - Wydawca: Metal Mind Productions                  | 45 |
| 2002                           | Melange - Data: 4 listopada 2002 - Wydawca: Metal Mind Productions                 | 63 |
| 2006                           | Con Trust - Data: 2 października 2006 - Wydawca: Mystic Production                 | —  |
| 2011                           | Imago - Data: 7 listopada 2011 - Wydawca: Mystic Production                        | —  |
| 2015                           | Odi Et Amo - Data: 1 czerwca 2015 - Wydawca: wydanie własne                        | —  |
| „—” pozycja nie była notowana. |                                                                                    |    |

| Rok  | Tytuł                                                               |
| ---- | ------------------------------------------------------------------- |
| 1996 | Siódma pieczęć (demo) - Data: 1996 - Wydawca: brak (wydanie własne) |

| Rok  | Tytuł                                                                  |
| ---- | ---------------------------------------------------------------------- |
| 1998 | Hidden Dimension (EP) - Data: 1998 - Wydawca: Morbid Noizz Productions |

| Rok  | Tytuł |
| ---- | --- |
| 2000 | Live in Kraków (VHS) - Data: 26 lipca 2000 - Wydawca: Metal Mind Productions                               |
| 2001 | Koncert w Trójce (CD) - Data: 22 lutego 2001 - Wydawca: Metal Mind Productions                             |
| 2002 | Live in Krakow - Among the Flowers' Shade (DVD) - Data: 30 września 2002 - Wydawca: Metal Mind Productions |